# 松巴库尔
松巴库尔（法語：Sombacour，法語發音：[sɔ̃bakuʁ]）是法国杜省的一个旧市镇，位于该省南部，属于蓬塔利耶区。2024年1月1日，松巴库尔与邻近的2个市镇合并为新市镇瓦勒迪西耶。

## 地理
松巴库尔（46°57'12"N, 6°15'25"E）面积19.3 平方千米，位于法国勃艮第-弗朗什-孔泰大區杜省，该省份为法国东部内陆省份，北起上索恩省，西接汝拉省，东部及东南部与瑞士接壤，东北部与贝尔福地区省接壤。
与松巴库尔接壤的市镇（或旧市镇、城区）包括：埃维莱尔、比扬莱叙西耶、沙富瓦、沙佩勒迪安、多马坦、乌托、塞方丹。
松巴库尔的时区为UTC+01:00、UTC+02:00（夏令时）。

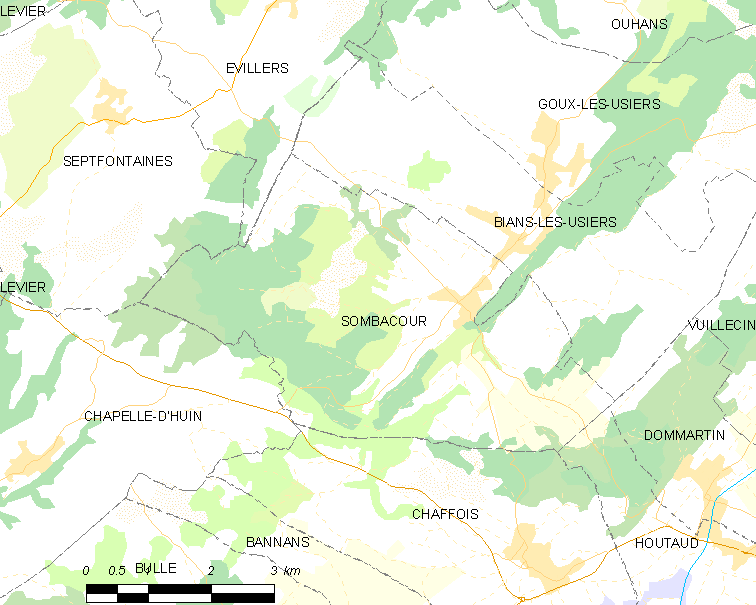
松巴库尔的OSM定位图

## 行政
松巴库尔的邮政编码为25520，INSEE市镇编码为25549。

## 政治
松巴库尔所属的省级选区为奥尔南县。

## 人口

1962-2008年间松巴库尔人口变化图示

松巴库尔于2021年1月1日时的人口数量为629人。